# Сан Пјетро ин Гу
Сан Пјетро ин Гу (итал. San Pietro in Gu) је насеље у Италији у округу Падова, региону Венето.
Према процени из 2011. у насељу је живело 2927 становника. Насеље се налази на надморској висини од 42 м.

## Становништво
Према резултатима пописа становништва 2011. у општини је живело 4.576 становника.
| 1931. | 1936. | 1951. | 1961. | 1971. | 1981. | 1991. | 2001. | 2011. |
| ----- | ----- | ----- | ----- | ----- | ----- | ----- | ----- | ----- |
| 3.163 | 3.193 | 3.468 | 3.115 | 3.431 | 3.961 | 4.223 | 4.367 | 4.576 |